# Hypenagonia vexataria
Hypenagonia vexataria là một loài bướm đêm trong họ Erebidae.